# Baranów (gmina, Lublin)
Pour les articles homonymes, voir Baranów.
Baranów est une gmina rurale (gmina wiejska) du powiat de Puławy, dans la Voïvodie de Lublin, dans l'est de la Pologne.
Son siège administratif (chef-lieu) est le village de Baranów, qui se situe environ 20 kilomètres (km) au nord-est de Puławy (siège du powiat) et 46 kilomètres au nord-ouest de la capitale régionale Lublin (capitale de la voïvodie).
La gmina couvre une superficie de 85,03 km2 pour une population de 4 228 habitants en 2006.

## Histoire
De 1975 à 1998, la gmina est attachée administrativement à l'ancienne voïvodie de Lublin.

Depuis 1999, elle fait partie de la nouvelle voïvodie de Lublin.

## Géographie
La gmina inclut les villages (sołectwa) de:

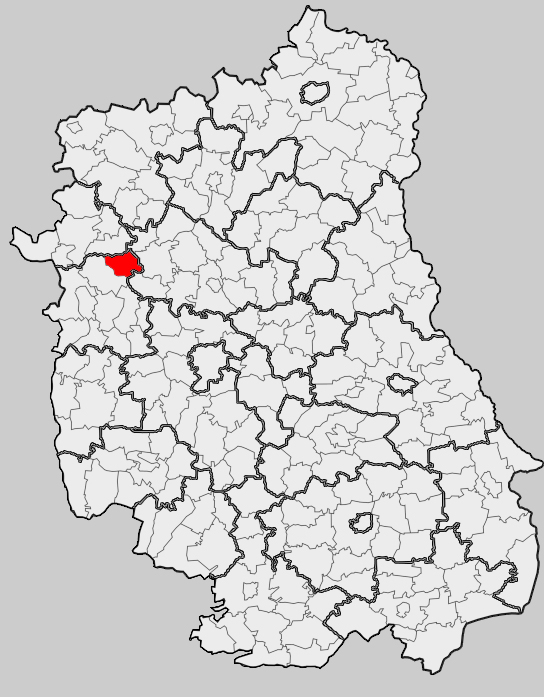
Position de la gmina dans la voïvodie

- Baranów
- Czołna
- Dębczyna
- Gródek
- Huta
- Karczunek
- Klin
- Kozioł
- Łukawica
- Łukawka
- Łysa Góra
- Motoga
- Niwa
- Nowomichowska
- Pogonów
- Składów
- Śniadówka
- Wola Czołnowska
- Zagóźdź

### Gminy voisines
La gmina de Baranów est voisine des gminy de:
- Abramów
- Jeziorzany
- Michów
- Ułęż
- Żyrzyn

## Structure du terrain
D'après les données de 2002, la superficie de la commune de Baranów est de 85,03 kilomètres carrés, répartis comme telle :
- terres agricoles : 69%
- forêts : 21%

La commune représente 9,11% de la superficie du powiat.

## Démographie
Données du 30 juin 2010 :
| Description        | Total  | Total | Femmes | Femmes | Hommes | Hommes |
| ------------------ | ------ | ----- | ------ | ------ | ------ | ------ |
| Unité              | Nombre | %     | Nombre | %      | Nombre | %      |
| Population         | 4 241  | 100   | 2 182  | 51,5   | 2 059  | 48,5   |
| Densité (hab./km²) | 49,9   | 49,9  | 25,7   | 25,7   | 24,2   | 24,2   |